# Shannonomyia bruneriana
Shannonomyia bruneriana är en tvåvingeart. Shannonomyia bruneriana ingår i släktet Shannonomyia och familjen småharkrankar.

## Underarter
Arten delas in i följande underarter:
- S. b. bruneriana
- S. b. forticornis